# Egid Valentin Felix von Borié
Egid Valentin Felix von Borié (Stockach, 18 novembre 1719 – Ratisbona, 23 marzo 1793) è stato un diplomatico e politico tedesco.
Fu delegato presso la dieta imperiale di Ratisbona per conto di tre imperatori, Giuseppe II, Leopoldo II e Francesco II.

## Biografia
Borié era membro della nobile famiglia dei baroni von Beaurieu o von Borié, dal vescovado di Liegi. Suo padre, Johann Franz Egid von Borié, primo governatore della contea di Nellenburg, divenne persona vicina a Carlo VI del Sacro Romano Impero al punto che il sovrano, nel 1722, lo elevò al rango di cavaliere imperiale. Sua madre era invece Mariane Jacobi von Ehrenkron, figlia del cancelliere Hartmann Jacobi von Ehrencron e di sua moglie Salome von Lasser.
Iniziò il suo percorso di studi con tutori privati a casa, per poi proseguire presso il liceo dei gesuiti di Wetzlar, Egid si portò all'Università di Marburg per compiere gli studi di legge, passando poi all'Università di Ingolstadt dove seguì le lezioni di Johann Adam von Ickstatt, passando infine all'Università di Würzburg. Compì quindi uno stage presso la Corte Imperiale di Giustizia.

### La carriera
Il 19 agosto 1739 Borié divenne consigliere di governo del principe-vescovo di Würzburg, Friedrich Karl von Schönborn-Buchheim. Nel febbraio 1744 sposò Mariane Sabine Theresie von Reibelt, nata nel 1722, una delle figlie del ricco cancelliere della corte di Würzburg, Johann Philipp Christoph von Reibelt (1686–1766), la quale gli portò in dote delle proprietà a Salisburgo. La situazione però sembrò cambiare radicalmente nel 1746 quando si insediò il nuovo principe-vescovo nella persona di Anselm Franz von Ingelheim, al punto che Borié cercò ed ottenne un nuovo impiego presso la Corte Imperiale di Giustizia. Dopo la morte del principe-vescovo Anselm Franz, il capitolo della cattedrale volle riportarlo a Würzburg nel 1749 e lo nominò consigliere privato del nuovo successore, ma fu solo nel 1752 che il principe-vescovo Karl Philipp von Greiffenclau zu Vollrads riuscì a persuaderlo a rinunciare al suo incarico presso la Corte Imperiale di Giustizia attraverso la mediazione di una nomina imperiale al Reichshofrat e la connessa prospettiva di una futura carriera nella Cancelleria del Reichshof. Fino al 1754 si occupò sostanzialmente della cultura e delle industrie nel governo della città di Würzburg, concentrandosi in particolare nello sviluppo delle manifatture di lana e lino, nonché dell'allevamento. Dopo la morte del principe-vescovo Karl Philip, si recò ad ogni modo Vienna nel 1754 per assumere l'incarico nel Reichshofrat. L'imperatore Francesco I lo nominò barone coi suoi fratelli il 1º gennaio 1759.
Il 18 gennaio 1761, l'imperatrice Maria Teresa, che gli fu particolarmente affezionata per tutta la vita, lo nominò membro del suo neocostituito Consiglio di Stato con uno stipendio annuo di 8800 fiorini, motivo per cui la sua presenza influenzò particolarmente gli affari interni dell'amministrazione austriaca dell'epoca. Col sostegno del cancelliere imperiale Wenzel Anton von Kaunitz-Rietberg, avviò la riforma dell'amministrazione finanziaria. Nel 1763 ottenne la nomina dell'illuminista e riformatore Joseph von Sonnenfels alla cattedra di scienze politiche dell'Università di Vienna. Quando Giuseppe II venne eletto imperatore a Francoforte sul Meno, presenziò all'elezione come delegato imperiale. Al suo ritorno a Vienna, Maria Teresa lo onorò con la concessione della commenda dell'Ordine reale di Santo Stefano d'Ungheria. Giuseppe II, nel 1767, lo nominò membro del Consiglio Segreto di stato, organo al quale oltre all'imperatore aveva come proprio membri solo Rudolph Joseph von Colloredo e Johann Anton von Pergen.
Dopo la pace di Hubertusburg promosse la ripopolazione della regione del Banato. Nel 1770 l'imperatore lo mandò a Ratisbona come delegato con uno stipendio annuo di 12.000 fiorini. Sino al 1780 gli venne affidata anche la rappresentanza del principato vescovile di Würzburg, rappresentando poi anche Bamberga, Fulda, il principato dei Dietrichstein e dei Thurn und Taxis.
Tra il 1772 e il 1792 si dedicò anche alla scrittura ed alla pubblicazione di diverse opere su vari argomenti, dalla magistratura al diritto del Sacro Romano Impero. Nella cittadina di Dürrnhof commissionò la costruzione della chiesa parrocchiale di Sant'Egidio, costruita nel 1760. Nel 1767, come proprietario dei feudi di Neuhaus e Dürrnhof, commissionò la ricostruzione del castello di Neuhaus, sede della sua famiglia. Sua moglie morì dopo 45 anni di matrimonio, senza figli, il 3 aprile 1789. Lo stesso Egid morì il 29 marzo 1793 a seguito di un colpo apoplettico che lo aveva colpito nella locale chiesa di Sant'Agostino mentre ascoltava la messa. Suo erede fu il nipote Egid Joseph Karl von Fahnenberg che, come lui, sarà l'ultimo delegato imperiale alla dieta di Ratisbona.

## Onorificenze
| Controllo di autorità | VIAF (EN) 61891301 · CERL cnp00109227 · GND (DE) 10015056X |